# Komplexe Heterozygotie
Komplexe Heterozygotie ist ein Begriff aus der Genetik. Er wird in zwei verschiedenen Bedeutungen gebraucht.
a) Komplex-Heterozygotie (engl.: complex heterozygote) ist eine Form der Heterozygotie, bei der nur Individuen mit heterozygotem Erbgut lebensfähig sind, das verschiedene Translokations-Komplexe aufweist. Diese entstehen, wenn mehrere Chromosomen ganze Chromosomenarme gegeneinander ausgetauscht haben (engl. whole arm reciprocal translocation, WART). Da jedes einzelne Chromosom bei der Meiose nun keinen homologen Partner mehr aufweist, können nun nur noch dadurch Gameten gebildet werden, dass sich verschiedene Chromosomen jeweils mit einem Arm mit dem jeweils homologen Arm eines anderen Chromosoms verbinden. Durch diese unterschiedliche Paarung entsteht eine Ringstruktur, bei der sich mehrere Chromosomen zu einem Ring zusammenlagern, so dass letztlich jeder Arm einen homologen Partner findet. Die heterozygote Form ist dadurch lebensfähig, während die homozygote bei der Meiose keine lebensfähigen Gameten bilden kann. Eine Rekombination bei der Meiose ist dabei selten, aber möglich, wobei die beteiligten Komplexe verändert werden können. Komplex-Heterozygotie ist nur bei wenigen Arten nachgewiesen. Am bekanntesten ist sie bei den Nachtkerzen (Gattung Oenothera), bei der sie durch interspezifische Hybridisierung zweier homozygoter Arten mehrfach entstanden ist. Eine weitere Art ist die Waldspitzmaus (Sorex araneus), bei der mehrere Chromosomen-Rassen mit jeweils komplex-heterozygoter Vererbung unterschieden werden können.
b) Kombinierte, gemischte oder komplexe Heterozygotie (auch nach dem engl. compound heterozygote: Compound-Heterozygotie) liegt vor, wenn bei einer rezessiv vererbten Erbkrankheit beide Allele eine, jeweils unterschiedliche, krankheitsauslösende Mutation am selben Genlocus tragen. Dadurch treten bei ein und derselben Person dann zwei krankheitsauslösende Genvarianten (Allele) auf, von denen normalerweise eines von der Mutter und eines vom Vater ererbt worden ist. So beruht etwa die autosomal rezessiv vererbte Mukoviszidose vielfach auf zwei gleichzeitig vorliegenden verschiedenen Mutationen des CFTR-Gens (Cystic Fibrosis Transmembrane Conductance Regulator) auf dem langen Arm des menschlichen Chromosom 7 (siehe auch ΔF508-Mutation).